# Lycaena basilijuncta
Lycaena basilijuncta är en fjärilsart som beskrevs av Beuret 1954. Lycaena basilijuncta ingår i släktet Lycaena och familjen juvelvingar. Inga underarter finns listade i Catalogue of Life.